# Landschaftsschutzgebiet Loburger Vorfläming
Das Landschaftsschutzgebiet Loburger Vorfläming liegt nordwestlich von Loburg, einer Ortschaft der Einheitsgemeinde Stadt Möckern im Landkreis Jerichower Land in Sachsen-Anhalt.

## Geografie
Das 2448,86 Hektar große Schutzgebiet befindet sich auf den nördlichen Teilen der Gemarkungen von Loburg und Zeppernick. Es ist nahezu vollständig ein Teil der westlichen Fläminghochfläche, einer Heide- und magerrasenreichen Waldlandschaft. Nur ein Kleiner Anteil im Südwesten des Schutzgebietes westlich von Zeppernick reicht auf das Zerbster Land, eine ackergeprägte, offene Kulturlandschaft. Die Nordgrenze des Gebietes und die Wasserscheidelinie zwischen der Havel im Norden und der Elbe im Süden verlaufen hier in Ostwestrichtung und kreuzen sich mehrfach.
Die Grenzen vom Loburger Vorfläming stoßen im Norden und Westen an die ehemalige Kreisgrenze zwischen dem Landkreis Jerichower Land im Norden und dem ehemaligen Landkreis Anhalt-Zerbst im Süden, zugleich die Grenze der Gemarkungen von Loburg und Zeppernick. Im Osten reicht das Schutzgebiet bis an die hier in Nordsüdrichtung verlaufende Bahnstrecke Biederitz–Altengrabow und den Ortsrand von Bomsdorf. Am Südrand befinden sich die Orte Loburg, Padegrim und Zeppernick, deren Ortslagen jedoch teilweise weiträumig ausgespart werden. Das Ausgrenzen von Flächen gilt ebenso für die Ortslage von Wendgräben, nicht jedoch für das Schloss Wendgräben, die Siedlung Eckebusch und die Wüstung Heidesegen.

## Geschichte
Am 5. August 2003 wurde die Verordnung des Landkreises Anhalt-Zerbst über das Landschaftsschutzgebiet Loburger Vorfläming durch den damaligen Landrat Holger Hövelmann gezeichnet. Mit der Veröffentlichung im Amtsblatt des Landkreises Anhalt-Zerbst trat die vorgenannte Verordnung am 2. Oktober 2003 in Kraft. Nach der Auflösung des Landkreises Anhalt-Zerbst mit Ablauf des 30. Juni 2007 wurde die Landschaftsschutzgebietsverordnung am 20. Dezember 2010 durch den Landkreis Jerichower Land bestätigt und damit zu neuem Kreisrecht.

## Schutzzweck
Hauptzweck ist der Erhalt des durch Vielfalt, Eigenart und Schönheit des Landschaftsbildes bestimmten landschaftlichen Charakters des Gebietes. Eine besondere Bedeutung für die ökologische Funktionsfähigkeit des Naturhaushaltes und für die naturverbundene Erholung des Menschen, hat das Gelände aufgrund einer vielfältigen Ausstattung mit verschiedenen Landschaftselementen.